# Рејчел Николс
Рејчел Николс (енгл. Rachel Nichols; 8. јануар 1980) америчка је глумица. Николсова је најпознатија по улогама Рејчел Гибсон у серији Алијас и Ешли Сивер у серији Злочиначки умови.